# Festuca indigesta
Festuca indigesta är en gräsart som beskrevs av Pierre Edmond Boissier. Festuca indigesta ingår i släktet svinglar, och familjen gräs. Inga underarter finns listade i Catalogue of Life.